# Les Fonts de Rubiols
Les Fonts de Rubiols (en xurro, Juentes; en castellà i oficialment, Fuentes de Rubielos) és un municipi de l'Aragó, situat a la província de Terol i enquadrat a la comarca de Gúdar-Javalambre.